# Eye in the Sky (singolo)
Eye in the Sky (in italiano Occhio nel cielo) è un brano musicale del 1982 del gruppo The Alan Parsons Project, estratto come singolo dall'album omonimo.
Si tratta probabilmente del maggior successo commerciale del gruppo, avendo raggiunto, fra l'altro, la terza posizione della classifica statunitense Billboard Hot 100 e della classifica dei singoli neozelandesi.

## Il brano
La canzone fa in parte riferimento al romanzo di George Orwell 1984, relativamente ad un possibile futuro in cui non esiste più la privacy individuale, per via del controllo totale degli uomini da parte del Grande Fratello. Nel romanzo, i cittadini sono infatti costantemente monitorati attraverso un sistema di video-sorveglianza.
Eric Woolfson, autore e cantante del brano passava molto tempo fra casinò e centri commerciali, affascinato dai sistemi di sicurezza e dalle telecamere nascoste, facendosi quindi venire l'idea dell'occhio nel cielo.
Sull'album Eye in the Sky, il brano era preceduto da un pezzo strumentale di quasi due minuti, intitolato Sirius, che sfumava appunto in Eye in the Sky. Ciò nonostante le radio utilizzarono soltanto la parte di Eye in the Sky per limiti di tempo. 
Un'altra possibile interpretazione del ritornello, suggerita sia dalla copertina del disco che riporta il celebre "occhio di Horus", sia dal titolo del suddetto intro strumentale, è un riferimento agli dèi degli antichi egizi, che alcune teorie fantasiose descrivono come alieni provenienti da un pianeta vicino alla stella Sirio. Essi sarebbero gli "osservatori dal cielo" (l'occhio nel cielo) che governano e dettano le leggi ad un'umanità immatura e senza regole ("maker of rules, dealing with fools").
Il brano è in tonalità di Si minore.

## Riferimenti nella cultura di massa
Sirius viene usato per presentare i Chicago Bulls durante le partite in casa.

## Cover
Del brano sono state registrate alcune cover fra cui quella di Jonatha Brooke per l'album Back In The Circus del 2004, e quella di Noa per l'album Gold del 2003.

## Tracce
7" Single Arista 104 393
1. Eye In The Sky – 4:33
2. Mammagamma (strumentale) – 3:34